# Cinci eroi de legendă
Cinci eroi de legendă  (engleză: Rise of the Guardians) este un film american de animație fantastic de aventură de familie 3D din 2012 bazat pe seria de cărți nepublicate în momentul apariției filmului The Guardians of Childhood de William Joyce și pe filmul de scurt metraj The Man in the Moon de Joyce și Reel FX. Peter Ramsey este regizorul filmului, în timp ce Joyce și Guillermo del Toro sunt producători executivi. Este produs de DreamWorks Animation și distribuit de Paramount Pictures, având premiera la 21 noiembrie 2012. Filmul a primit recenzii pozitive din partea criticilor.
Având acțiunea la 200 de ani după întâmplările din seria de cărți, filmul prezintă povestea Gardienilor (Nord sau Moș Crăciun, Zâna Măseluță, Bunnymund sau Iepurașul de Paște și Sandman sau Moș Ene), care-l angajează pe Jack Frost să-l oprească pe Pitch să arunce lumea în întuneric. Vocile personajelor sunt interpretate de Chris Pine (Jack Frost), Alec Baldwin (Moș Crăciun), Hugh Jackman (Iepurașul de Paște), Isla Fisher (Zâna Măseluță) și Jude Law (Pitch). În limba română dublează Vlad Rădescu ca Moș Crăciun, Sânziana Târța ca Zâna Măseluță. Premiera românească a avut loc pe 30 noiembrie 2011, în 2D și 3D, varianta dublată și subtitrată și în IMAX 3D, varianta subtitrată, fiind distribuit de Ro Image 2000.

## Dublajul în limba română
- Vlad Rădescu- Nord
- Ana Maria Brânză [7]

## Distribuție (voci)
- Chris Pine - Jack Frost
- Isla Fisher - Zâna Măseluță
- Hugh Jackman - Iepurașul de Paști
- Alec Baldwin - Moș Crăciun
- Jude Law - Pitch
- Dakota Goyo - Jamie
- Dominique Grund - Cupcake

## Legături externe
- Cinci eroi de legendă la CineMagia
- Ana Obretin - "Cinci eroi de legendă", în fruntea box office-ului românesc de weekend., mediafax, 4 decembrie 2012
- Site web oficial
- Rise of the Guardians la Internet Movie Database
- Rise of the Guardians pe site-ul The Big Cartoon DataBase
- Rise of the Guardians la Rotten Tomatoes
- Rise of the Guardians la Box Office Mojo

## Vezi și
- Listă de filme de Crăciun
- Listă de filme de Paști